# Alabama State Route 77
Alabama State Route 77 ist ein in Nord-Süd-Richtung verlaufender Highway im US-Bundesstaat Alabama.
Der Highway beginnt am U.S. Highway 431 in La Fayette und endet nördlich von Attalla wieder an der U.S. Highway 431. Bei Talladega führt die State Route an dem berühmten Talladega Superspeedway entlang. Bis zur nördlichen Erweiterung im Etowah County im Jahr 1961 endete sie bei Ashland. Der Abschnitt zwischen Talladega und Lincoln wurde bis 1985 auch als U.S. Highway 231 ausgezeichnet.